# Stortok
Stortok är ett svenskt kortspel som har flera beröringspunkter med det mer kända spelet skitgubbe, och är i likhet med detta ett spel där det gäller att utse en förlorare och inte en vinnare.
En egenhet i stortok är att man spelar med två olika trumffärger: en högtrumf och en lågtrumf. Om högtrumfen är spader, är lågtrumfen alltid klöver, och vice versa, och motsvarande relation gäller mellan hjärter och ruter. Om både högtrumf och lågtrumf spelats ut vinner högsta högtrumf.
En lek med 36 kort (utan tvåor till och med femmor) används. Spelarna får i given fem kort var, och resterande kort bildar en talong, vars översta kort vänds upp och bestämmer högtrumf. Under spelets gång tar sedan spelarna kort från talongen för att hela tiden ha fem kort på hand, så länge talongen räcker.
Spelarna spelar i tur och ordning ut ett kort var, och det gäller då att kunna sticka det föregående utlagda kortet, det vill säga spela ett högre kort i samma färg eller trumfa. Kan man inte sticka får man ta upp det föregående kortet på hand. När alla deltagarna lagt ut varsitt kort, eller när någon varit tvungen att plocka upp ett kort, läggs de hittills spelade korten åt sidan och ett nytt varv påbörjas. Allteftersom spelarna blir utan kort utgår de ur spelet. Till sist återstår bara en spelare, som är förlorare och får tillmälet ”stortok”.